# Denise Grünstein
Denise Grünstein, född 27 juni 1950 i Helsingfors i Finland, död 23 juni 2023 i Domkyrkodistriktet i Stockholm, var en finländsk fotograf och konstnär.
Denise Grünstein slog igenom på 1990-talet med surrealistiska porträttfoton  och arbetade som både modefotograf och fotograf av kommersiella bilder och konstbilder. Hon hade separatutställningar på bland andra Moderna museet och Millesgården. Hon utgav boken 59 buketter från min trädgård.
Denise Grünstein bodde och arbetade i Stockholm. Grünstein finns representerad vid Nationalmuseum och Moderna museet i Stockholm.